# Stefano Valentini
Stefano Valentini (Roma, 25 gennaio 1955) è un astronomo amatoriale italiano, di professione informatico. È stato uno dei fondatori del Gruppo Astrofili "Nomentum", un circolo che mira a dotare il Sito Astronomico di Mentana di un osservatorio professionale.

## Biografia
Tra il 1993 e il 2000 ha collaborato con l'Osservatorio di Colleverde di Guidonia nel campo della ricerca asteroidale, contribuendo alla scoperta di numerosi asteroidi grazie allo sviluppo di alcuni software astronomici ad-hoc.
Nel 2004 ha collaborato, presso l'Osservatorio di Santa Lucia di Stroncone alla scoperta della supernova 2004dg, realizzandone la prima misura astrometrica e fotometrica.
Nel 2011 è stato promotore della Fast Variable Stars Survey (FVSS), una survey condotta ancora in collaborazione con l'osservatorio umbro, che ha portato alla scoperta ed alla classificazione di trentadue nuove stelle variabili a breve periodo, tutte catalogate presso l'American Association of Variable Star Observers (AAVSO).
L'asteroide 9121 Stefanovalentini, scoperto nel 1998 dall'astrofilo Vincenzo Silvano Casulli, dell'Osservatorio di Colleverde di Guidonia, porta il suo nome.